# Seawise Giant
Seawise Giant, tên về sau là Happy Giant, Jahre Viking, và Knock Nevis, là một tàu chở dầu siêu lớn và là con tàu lớn nhất từng xuất xưởng, và giữ kỷ lục tàu có tổng trọng tải lớn nhất từng được ghi nhận. Khi chở đầy, trọng lượng choán nước của tàu là 657.019 tấn (646.642 tấn Anh; 724.239 tấn Mỹ), nặng hơn bất cứ loại tàu nào, và với phần chìm 24,6 m (81 ft), nó không thể đi qua eo biển Manche, kênh đào Suez hay kênh đào Panama. Nói chung, nó được xem là con tàu lớn nhất từng được đóng, cũng như là một vật thể tự vận hành lớn nhất do con người tạo ra. Tàu được sử dụng lần cuối cùng như là một kho nổi chứa dầu thô (floating storage and offloading unit - FSO) được neo ngoài khơi bờ biển Qatar trong vùng vịnh Ba Tư ở mỏ dầu Al Shaheen.
Con tàu này được bán cho công ty phá tàu của Ấn Độ, và được đổi tên thành Mont trong chuyến hành trình cuối cùng vào tháng 12 năm 2009. Sau khi thanh toán với hải quan Ấn Độ, nó được dẫn tới, và đậu tại Alang, Gujarat, Ấn Độ chờ phá hủy.

## Lịch sử

### Seawise Giant (1979–1989)
Seawise Giant được đóng vào năm 1979 bởi Công ty trách nhiệm hữu hạn công nghiệp nặng Sumitomo tại xưởng Oppama của họ ở Yokosuka, Kanagawa, Nhật Bản để trở thành một tàu chở dầu siêu lớn trọng tải 418.000 tấn, và được đặt tên Oppama khi chủ sở hữu Hy Lạp thất bại trong việc nhận giao hàng.

So sánh kích thước của một số tàu dài nhất. Từ trên xuống: Knock Nevis, ex-Seawise Giant, Emma Mærsk, RMS Queen Mary 2, MS Berge Stahl, và.

Xưởng đóng tàu đã thực hiện quyền của mình để bán tàu và thỏa thuận trung gian với C. Y. Tung - chủ công ty Orient Overseas Container Line ở Hồng Kông đển tăng độ dài con thuyền thêm vài mét và tăng sức chứa hàng hóa thêm 156.000 tấn bằng kỹ thuật jumboisation. Hai năm sau tàu được khởi động lại với tên Seawise Giant.
Sau khi tái trang bị, tàu có sức chứa vào khoảng 564.763 DWT, tổng chiều dài 458,45 mét (1.504,1 ft) và phần chìm 24,611 mét (80,74 ft). Tàu có 46 bồn chứa, diện tích boong tàu 31.541 mét vuông (339.500 foot vuông), và đã hút quá nhiều nước để đi qua eo biển Manche. Bánh lái thuyền nặng 230 tấn, cánh quạt nặng 50 tấn.
Seawise Giant đi vào vận hành lần đầu tiên ở vịnh Mexico và biển Caribê. Sau đó chuyển sang vịnh Ba Tư để xuất khẩu dầu từ Iran. Seawise Giant bị hư hại trong chiến tranh Iran–Iraq bởi một cuộc không kích cố ý của không quân Iraq khi đang quá cảnh eo biển Hormuz vào ngày 14 tháng 5 năm 1988 và đang chở dầu thô từ Iran. Con tàu chìm tại vịnh Brunei và được tuyên bố tổn thất toàn bộ.

### Happy Giant (1989–1991)
Một thời gian ngắn sau chiến tranh Iran-Iraq, tháng 8 năm 1988 Norman International đã mua lại xác tàu và sửa chữa nó. Những công đoạn sửa chữa được thực hiện tại xưởng đóng tàu của Keppel ở Singapore sau khi tàu được trục vớt và kéo về từ vịnh Ba Tư. Tàu trở lại hoạt động vào tháng 10 năm 1991 với tên gọi Happy Giant.

### Jahre Viking (1991–2004)
Jørgen Jahre đã mua lại con tàu vào năm 1991 với giá 39 triệu đô-la Mỹ và đổi tên nó thành Jahre Viking. Từ năm 1991 đến 2004, tàu thuộc sở hữu của Loki Stream AS và gắn cờ Na Uy.

### Knock Nevis (2004–2009)
Vào tháng 3 năm 2004, tàu được Công ty trách nhiệm hữu hạn tư nhân First Olsen Tankers mua lại, đổi tên thành Knock Nevis. Sau đó trong vòng 4 tháng tàu được gia cường kết cấu vỏ thép và bọc lót bể chứa trước khi được chuyển đổi thành kho nổi chứa dầu thô (FSO). Công đoạn chuyển đổi này bao gồm các công tác về hệ thống đường ống, hệ thống neo mới, xây dựng và lắp đặt một sàn sân bay trực thăng mới. Sau khi hoàn thành tàu đi vào hoạt động và neo đậu vĩnh viễn tại mỏ dầu Al Shaheen ở vịnh Ba Tư, Qatar.

So sánh kích cỡ của Knock Nevis, ex-Seawise Giant (màu đỏ) và những tàu, tòa nhà khác:
Lầu Năm Góc, 431 m
, 345 m
, 342 m
Khinh khí cầu Hindenburg, 245 m
Yamato, 263 m
Tòa nhà Empire State, 443 m
Knock Nevis, ex-Seawise Giant, 458 m

### Mont (2009–2010)
Knock Nevis được đổi tên thành Mont, và gắn cờ Sierra Leone bởi chủ sở hữu mới Amber Development Corporation, cho chuyến hành trình cuối cùng đến Ấn Độ vào tháng 1 năm 2010 nơi con tàu sẽ được phá hủy. Mỏ neo nặng 36 tấn của tàu được giữ lại và chuyển đến Bảo tàng Hàng hải Hồng Kông để trưng bày.

## Kỷ lục về kích thước
Seawise Giant là con tàu dài nhất từng được đóng, hơn chiều cao của nhiều tòa nhà cao nhất thế giới. Mặc dù hơi kém hơn Taipei 101 với chiều cao 509,2 mét (1.671 ft) và Tháp Willis với chiều cao 527,3 mét (1.730 ft) từ mặt đường đến đỉnh ăng-ten, con tàu nhỉnh hơn Tháp đôi Petronas với chiều cao 452 mét (1.483 ft).
Mặc dù có chiều dài kỷ lục, Seawise Giant lại không phải là con tàu lớn nhất tính theo tổng trọng lượng, đứng thứ 5 với tổng trọng lượng 260.941 GT, đằng sau 4 tàu có tổng trọng lượng từ 274.838 đến 275.276 GT thuộc lớp siêu tàu chở dầu Batillus. Những tàu thuộc lớp Batillus và Seawise Giant là những vật thể tự vận hành lớn nhất từng được xây dựng.
Seawise Giant được góp mặt trong chương trình Jeremy Clarkson's Extreme Machines của hãng BBC khi nó đang trở thành Jahre Viking. Theo lời thuyền trưởng, S. K. Mohan, tàu có thể đạt vận tốc lên đến 16,5 hải lý trên giờ (30,6 km/h) trong thời tiết tốt, và phải mất 5,5 dặm (8,9 km) để tàu dừng lại ở vận tốc đó, và bán kính quay đầu trong thời tiết trong lành vào khoảng 2 dặm (3,2 km).